# La morte civile (film 1919)
La morte civile è un film prodotto nel 1919 dalla Unione Cinematografica Italiana Caesar Film di Roma. È una riduzione di V. Bianchi del dramma omonimo di Paolo Giacometti.
L'attore protagonista è Amleto Novelli. Altri interpreti sono Enna Saredo, Luigi Cigoli, Alberto Albertini, Domenico Cini.
Regia e direzione artistica sono di Edoardo Bencivenga.